# Megastylus atratus
Megastylus atratus là một loài tò vò trong họ Ichneumonidae.